# Catagramma brome
Catagramma brome är en fjärilsart som beskrevs av Jean Baptiste Boisduval 1836. Catagramma brome ingår i släktet Catagramma och familjen praktfjärilar. Inga underarter finns listade i Catalogue of Life.